# آینتا پلییل
آینتا پلییل (سوئدی: Agneta Pleijel؛ زادهٔ ۲۶ فوریهٔ ۱۹۴۰) نویسنده، روزنامه‌نگار، شاعر، و منتقد ادبی اهل سوئد است. در میان نمایشنامه‌های او قانون اورنینگ (Ornning) را در برلین در سال ۱۹۷۹ به روی اکران برد؛ و در خصوص رمان‌نویسی از کارهای او منجمله می‌توان به پیشاهنگی باد در ۱۹۸۷ و جراح ملکه در سال ۲۰۰۶ اشاره کرد. او از سال ۱۹۹۲ استاد مؤسسه نمایش است. جایزه (Dobloug) در سال ۱۹۹۱ به او اهدا شد.